# Théodore Olivier
Pour les articles homonymes, voir Théodore Olivier (architecte) et Olivier (homonymie).

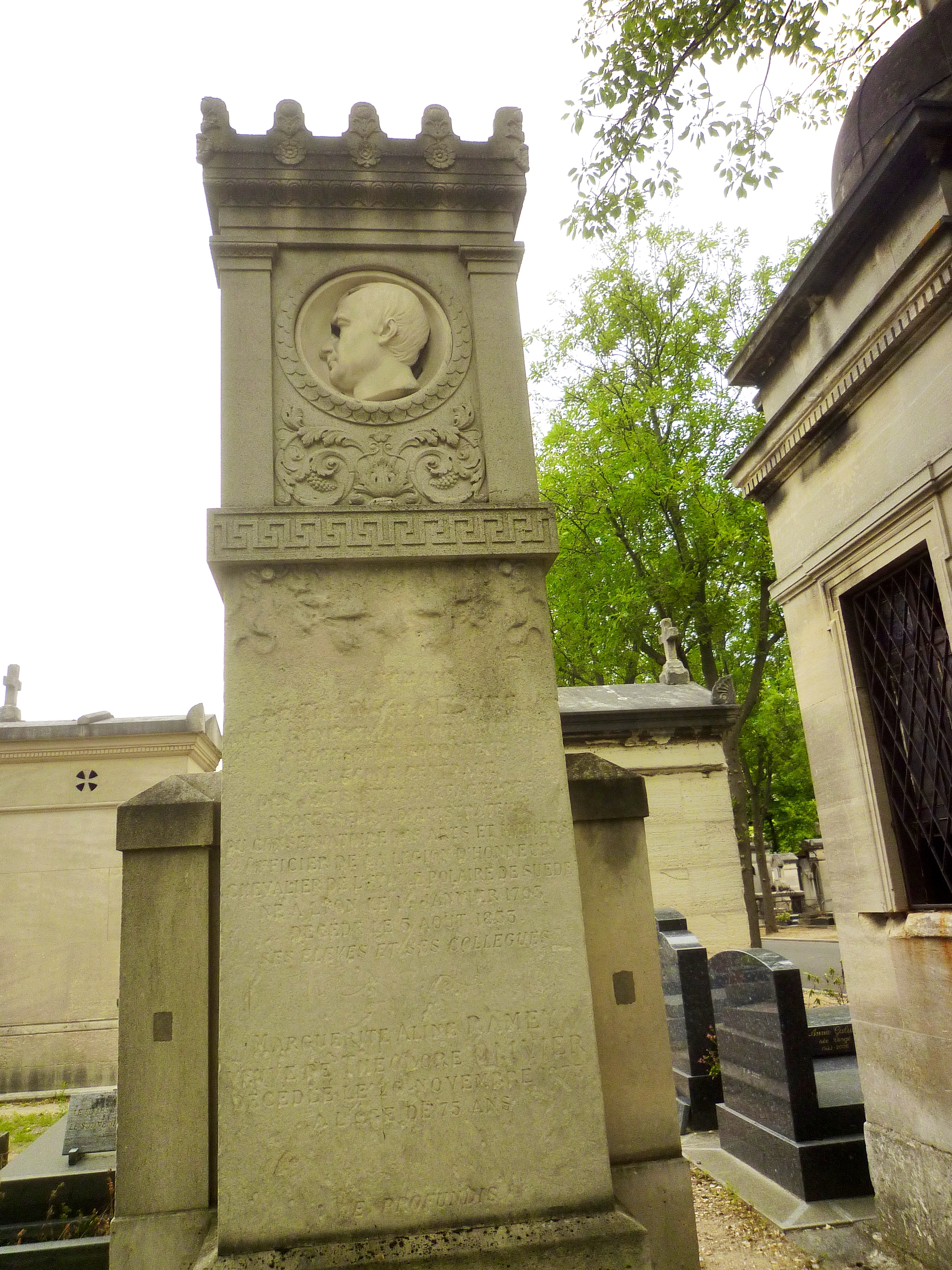
Tombe de Théodore Olivier au cimetière du Montparnasse (Paris).

Théodore Olivier (14 janvier 1793, Lyon — 5 août 1853) est un mathématicien français. Fondateur de l'École Centrale Paris, il s'est consacré au développement de l'enseignement du génie mécanique en France.

## Biographie
Théodore Olivier est tout d'abord élève de l'École polytechnique (X1811), où il est grandement influencé par Monge. Il fait ensuite en 1815 l'École d'artillerie de Metz. Spécialiste de géométrie descriptive, il est sollicité en 1821 par le roi de Suède Charles XIV Jean pour créer une école militaire de haut rang à l'image de l'École polytechnique française. 
De retour à Paris dès 1825, il épouse le 14 août 1827 Marguerite Aline Ramey, fille du sculpteur Claude Ramey, le couple n'a pas d'enfants.
Très critique sur les orientations qu'a prises l'École polytechnique, il s'associe en 1829 au projet d'Alphonse Lavallée, qui vise à créer un établissement formant des ingénieurs civils, et est donc un des premiers professeurs de l'École centrale des arts et manufactures à Paris, où il enseigne dès l'ouverture. En 1839, il est appelé par le Conservatoire national des arts et métiers pour créer une chaire de géométrie descriptive.
Il est apparenté à l'aventurier Aimé Olivier de Sanderval, le « roi de Kahel ».

## Carrière
Ses spécialités sont la géométrie descriptive et la mécanique. Théodore Olivier est notamment connu pour ses modèles à fils tridimensionnels réglables de formes géométriques, série d’engrenages, machine à tailler les engrenages, modèles mathématiques, qui sont à la fois objets de recherche et modèles pédagogiques. Certains de ces modèles partent aux États-Unis après sa mort.
Il consacre une grande partie de sa vie à l'étude et au calcul des engrenages et publie en 1842 la Théorie géométrique des engrenages destinés à transmettre le mouvement de rotation entre deux axes non situés dans un même plan.

## Images de maquettes

Modèles mathématiques de Théodore Olivier
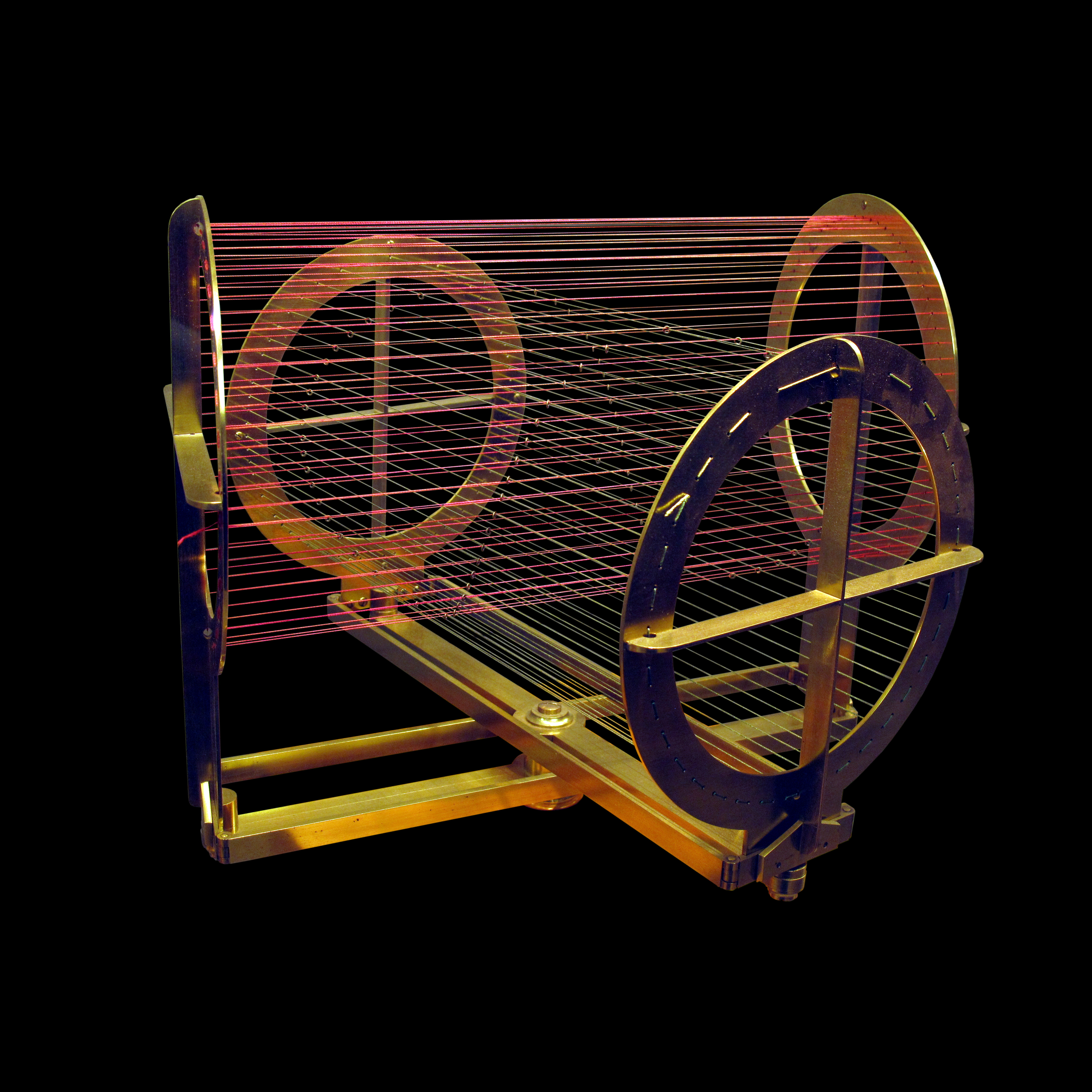
Pénétration de 2 cylindres.
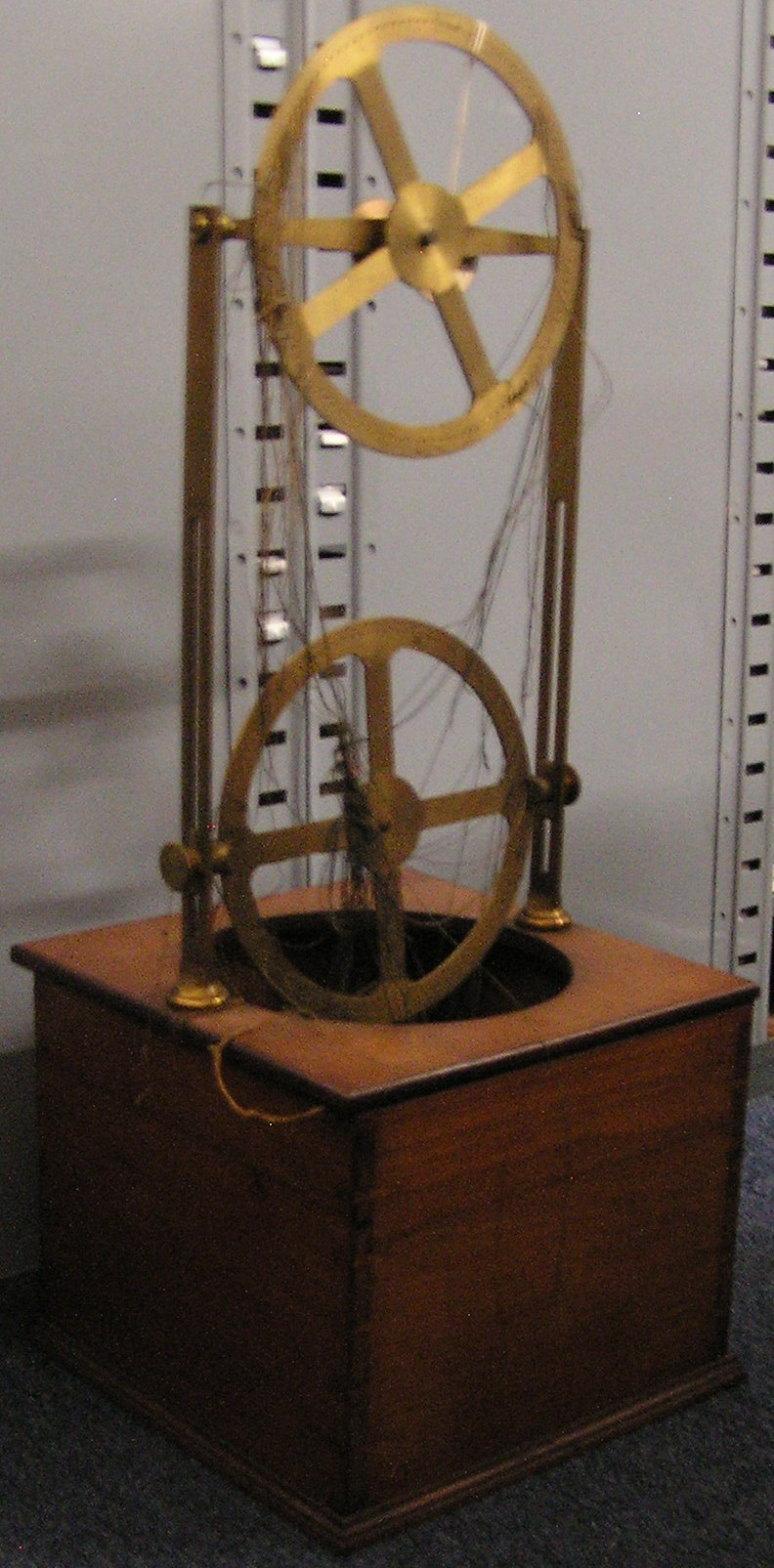
Hiperboloide

## Modèles de Théodore Olivier
- Modèles de l'université de Coimbra (Portugal)

- Modèles aux États-Unis – environ 40

- Modèles au Canada sur Flickr

## Principales publications
- Des éclipses de soleil, Paris, Bachelier, 1834 (lire en ligne)
- Recherches géométriques sur les centres de courbure des épicycloïdes planes et sphériques, et les développantes sphériques, sur les rayons de courbure des courbes et surfaces du second ordre, avec des applications aux engrenages, Paris, Bachelier, 1834 (lire en ligne)
- Théorie géométrique des engrenages, Paris, Bachelier, 1842 (lire en ligne)
- Th. Olivier, Applications de la géométrie descriptive aux ombres et à la perspective, Paris, Carilian-Gœury et Vve Dalmont, 1847, « Préface »